# Liste d'élections en 1913
Chronologie des élections
- 1909
- 1910
- 1911
- 1912
- 1913
- 1914
- 1915
- 1916
- 1917

Cet article recense les élections organisées durant l'année 1913.

## Élections nationales en 1913
Cette section concerne les élections législatives et présidentielles dans un état souverain, éventuellement fédéral, ainsi que leurs principaux référendums.
| Date                              | État       | Élection ou référendum | Contexte | Résultat |
| --------------------------------- | ---------- | ---------------------- | --- | --- |
| 16 janvier 1912 - 29 janvier 1913 | États-Unis | Sénatoriales (en)      | | Cette section est vide, insuffisamment détaillée ou incomplète. Votre aide est la bienvenue ! Comment faire ? |
| Décembre 1912 - février 1913      | Chine      | Législatives (en)      | | Cette section est vide, insuffisamment détaillée ou incomplète. Votre aide est la bienvenue ! Comment faire ? |
| 1913                              | Argentine  | Sénatoriales (es)      | | Cette section est vide, insuffisamment détaillée ou incomplète. Votre aide est la bienvenue ! Comment faire ? |
| 17 janvier                        | France     | Présidentielle         | | Cette section est vide, insuffisamment détaillée ou incomplète. Votre aide est la bienvenue ! Comment faire ? |
| 4 mai                             | Bolivie    | Présidentielle (es)    | | Cette section est vide, insuffisamment détaillée ou incomplète. Votre aide est la bienvenue ! Comment faire ? |
| 4 mai                             | Suisse     | Référendum (de)        | Arrêté fédéral relatif à la lutte contre les maladies de l'homme et des animaux                                                                                               | Accepté |
| 20 mai                            | Danemark   | Législatives           | | Alternance. Les sociaux-démocrates et les sociaux-libéraux sortent vainqueur du scrutin et obtiennent quasiment le même nombre de sièges au Folketing, la chambre basse du Rigsdag. Les deux partis forment un gouvernement de coalition et Carl Theodor Zahle (social-libéral) devient Premier ministre.                                                                                     |
| 31 mai                            | Australie  | Fédérales              | | Le Parti libéral du Commonwealth remporte une très courte majorité absolue d'un unique siège à la Chambre des représentants. Joseph Cook (libéral) devient Premier ministre mais doit composer avec un Sénat sans majorité et largement dominé par le Parti travailliste. Cette situation de blocage amène à des élections anticipées en 1914.                                                |
| 31 mai                            | Australie  | Référendum (en)        | Six propositions ont été soumises. | Les six propositions ont toutes été rejetées. |
| 17 - 25 juin                      | Pays-Bas   | Législatives (nl)      | | La Ligue générale des caucus catholiques romains apparaît comme le premier parti, en remportant 25 sièges à la Seconde Chambre. Pieter Cort van der Linden (indépendant) devient Premier ministre, en formant gouvernement de coalition de mouvance libéral avec l'Union libérale, la Ligue démocratique de la libre pensée, l'Union chrétienne historique et d'autres libéraux indépendants. |
| 8 juillet                         | Pays-Bas   | Sénatoriales (nl)      | | Cette section est vide, insuffisamment détaillée ou incomplète. Votre aide est la bienvenue ! Comment faire ? |
| Septembre                         | Suède      | 1re Chambre (en)       | | Cette section est vide, insuffisamment détaillée ou incomplète. Votre aide est la bienvenue ! Comment faire ? |
| 6 - 7 octobre                     | Chine      | Présidentielle (en)    | Scrutin indirect. Première élection présidentielle officielle. | Yuan Shikai est élu président à une large majorité de voix. Li Yuanhong est élu vice-président. |
| 26 octobre - 2 novembre           | Italie     | Législatives           | 1er tour le 26 octobre, 2d le 2 novembre. Premières élections nationales italiennes au suffrage universel masculin, avec système de circonscription uninominale à deux tours. | Les partis membres de l'accord secret du pacte Gentiloni (Union libérale, Parti radical, Union électorale catholique et Parti socialiste réformiste) remportent largement le scrutin et obtiennent une majorité absolue des sièges à la Chambre des députés. Giovanni Giolitti (Union libérale) demeure président du Conseil des ministres.                                                   |
| 16 novembre                       | Portugal   | Législatives (pt)      | Premières élections depuis la promulgation de la Constitution républicaine de 1911.                                                                                           | Le Parti démocrate obtient près de 44 % des suffrages et remporte une majorité relative à la Chambre des députés et au Sénat. |
| 24 novembre                       | Bulgarie   | Législatives (bg)      | Élections anticipées. | Parlement sans majorité. La coalition gouvernementale libérale mené par le Président du Conseil Vasil Radoslavov remporte le scrutin mais n'obtient qu'une simple majorité relative. Devant l'échec de formation d'un gouvernement de coalition des nouvelles élections (bg) seront organisées en 1914.                                                                                       |
| 27 novembre                       | Uruguay    | Législatives (en)      | | Le Parti colorado maintient sa large majorité absolue malgré une légère baisse. |
| 7 décembre                        | Costa Rica | Générales (es)         | Élections présidentielle et législatives le même jour | À la présidentielle, aucun candidat n'obtient suffisamment de voix pour être élu. Il revient au Congrès d'élire le président parmi les candidats, cependant tous se retirent. In fine, le Congrès élit Alfredo González Flores. Aux législatives, le Parti républicain (es) obtient une majorité relative.                                                                                    |

## Élections en subdivisions nationales en 1913
Cette section concerne les élections législatives dans un État fédéré, une subdivision territoriale ou une colonie d'un État souverain, ainsi que leurs principaux référendums.
| Date              | Subdivision             | État               | Élection ou référendum | Contexte | Résultat |
| ----------------- | ----------------------- | ------------------ | ---------------------- | -------- | --- |
| Janvier - février | Lippe                   | Empire allemand    | Législatives (de)      |          | Cette section est vide, insuffisamment détaillée ou incomplète. Votre aide est la bienvenue ! Comment faire ?             |
| 17 avril          | Alberta                 | Canada             | Générales              |          | Le Parti libéral maintient sa majorité absolue. Arthur Lewis Sifton (libéral) demeure Premier ministre                    |
| 25 mai            | La Rioja                | Argentine          | Provinciales (es)      |          | Cette section est vide, insuffisamment détaillée ou incomplète. Votre aide est la bienvenue ! Comment faire ?             |
| 1er juin          | Jujuy                   | Argentine          | Provinciales (es)      |          | Cette section est vide, insuffisamment détaillée ou incomplète. Votre aide est la bienvenue ! Comment faire ?             |
| 1er - 2 août      | Finlande                | Empire russe       | Législatives (en)      |          | Le Parti social-démocrate (SDP) arrive largement en tête avec 90 sièges sur 200 mais ne remporte pas la majorité absolue. |
| 30 octobre        | Terre-Neuve             | Empire britannique | Générales (en)         |          | Le Parti populaire conserve sa majorité absolue. Edward Morris (en) (parti populaire (en)) demeure Premier ministre.      |
| 9 novembre        | Mendoza                 | Argentine          | Provinciales (es)      |          | Cette section est vide, insuffisamment détaillée ou incomplète. Votre aide est la bienvenue ! Comment faire ?             |
| 7 décembre        | Buenos Aires (province) | Argentine          | Provinciales (es)      |          | Cette section est vide, insuffisamment détaillée ou incomplète. Votre aide est la bienvenue ! Comment faire ?             |
| 15 décembre       | Malte                   | Empire britannique | Législatives (en)      |          | Les huit élus issue des élections de 1912 sont tous réélus sans opposition.                                               |
| 15 - 16 décembre  | Croatie-Slavonie        | Autriche-Hongrie   | Législatives (hr)      |          | La Coalition croato-serbe (hr) remporte la majorité absolue au Sabor, le parlement.                                       |